# Elsa Bloodstone
Elsa Bloodstone es una superheroína ficticia que aparece en los cómics estadounidenses publicados por Marvel Comics. Aparece por primera vez en la miniserie de Marvel Bloodstone #1 (Diciembre 2001) escrita por Dan Abnett y Andy Lanning. Ella es la hija del personaje del Universo Marvel previamente establecido, Ulysses Bloodstone y la hermana de Cullen Bloodstone. Ella era miembro de Nextwave, Hijos de la Medianoche y los Defensores sin Miedo.
Como es una joven cazamonstruos, existen similitudes con Buffy la Cazavampiros, aunque cuando se les preguntó sobre esto, los autores afirmaron que "¡Ninguno de nosotros ha visto un episodio de Buffy! Sé que nos estamos perdiendo una gran serie de televisión, pero hemos decidido alejarnos de Buffy al menos mientras hacemos Bloodstone".
Elsa Bloodstone apareció en el especial de televisión Werewolf by Night (2022) interpretada por Laura Donnelly.

## Historial de publicaciones
Nacida en la mansión de su padre, Ulysses Bloodstone en Inglaterra y criada por su madre Elise Bloodstone. Apareció como el personaje principal en la miniserie Bloodstone (diciembre de 2001 - marzo de 2002) y fue creada por el dúo de escritores Dan Abnett, Andy Lanning y el artista Michael Lopez. Ella se presentó como la hija de Ulysses Bloodstone y es una cazadora de monstruos al igual que su padre. La miniserie detalla aún más su origen. A pesar de sus similitudes con Buffy la Cazavampiros, ambos han afirmado que nunca vieron un episodio completo de Buffy y estaban "decididos a mantenerse alejados de Buffy al menos mientras hacemos Bloodstone".
Fue miembro del equipo en la maxi serie Nextwave de doce números. Al principio se presentó como un grupo antiterrorista compuesto por superhéroes y ex superhéroes, pero luego se reveló que sus empleadores estaban siendo financiados por un grupo terrorista. La actualización de All-New, All-Different Marvel de su línea principal de cómics, la convirtió en parte de la continuidad principal, que anteriormente se disputaba.
Elsa y su familia aparecieron en la cuarta miniserie de Legión de Monstruos, que se recogió en Bloodstone y la Legión de Monstruos. En 2012, apareció en curso de Wolverine y Avengers Arena, que presentó a su hermano perdido Cullen Bloodstone, que fue atrapado en una dimensión alternativa por su padre.
En agosto de 2013, Elsa se unió a un equipo de superhéroes conocidos como Defensores sin Miedo. En el momento de su incorporación, la lista consistía en Valquiria, Misty Knight, Annabelle Riggs, Warrior Woman, Danielle Moonstar y Clea. Al año siguiente, formó parte del equipo de Vengadores del Doctor Doom en las páginas de Avengers World, escrito por Nick Spencer, que estaban vinculados a la historia de AXIS storyline.
Durante el evento de Civil War II, ella apareció en el cómic de A-Force.
Ella fue uno de los personajes principales en el arco de la historia del crossover de toda la compañía de 2017 Monsters Unleashed, el crossover incluyó un gran elenco de superhéroes, que consistió en Los Vengadores, Campeones, Chica Luna y Dinosaurio Diablo, Guardianes de la Galaxia, Inhumanos, Kei Kawade, Leviathon Tide y los X-Men.
En la serie limitada Damnation, Wong la convocó para ser miembro de una nueva versión de Hijos de la Medianoche junto a Blade, Doctor Vudú, Ghost Rider, Iron Fist y Hombre Cosa, un equipo de superhéroes centrado en fenómenos sobrenaturales. Volvió en Jessica Jones de Kelly Thompson, que ayudó al personaje principal en la primera storyarc.

## Biografía del personaje ficticio

### Bloodstone
Elsa vive en la Mansión Bloodstone con su madre y su aliado Adam, el Monstruo de Frankenstein. Se ha hecho amiga de Charles Barnabus, un abogado vampiro de sangre pura y albacea de la finca Bloodstone. Junto con Drácula derrotan a Nosferatu y su flagelo de vampiros.

### Monstruos Marvel
En una búsqueda de caza de monstruos, comienza un blog en línea para crear una guía electrónica de referencia enciclopédica para los numerosos monstruos y bestias alienígenas en el Universo Marvel (publicado por Marvel como Marvel Monsters: From the Files of Ulysses Bloodstone and the Monster Hunters).

### Nextwave
Elsa Bloodstone también ha aparecido en Nextwave, pero la conexión de la serie con el Universo Marvel no está clara: inicialmente estaba fuera de continuidad y más tarde se suponía que eran las aventuras de los turistas de la Tierra-A. Sin embargo, Civil War: Damage Report sugiere que al menos parte de las aventuras del equipo se desarrollaron en la continuidad principal: las otras pueden haber sido delirios provocados por el uso constante de drogas, condicionamiento mental y engaños por parte de empleadores H.A.T.E. Su estado delirante también podría explicar sus "recuerdos" de haber sido sometida rutinariamente a un entrenamiento abusivo de caza de monstruos por parte de su padre, como quedarse sola en la infancia con una niñera robótica programada para torturarla cada vez que no podía responder a una pregunta. con respecto a los monstruos, o ser forzada por su padre a matar monstruos, cuando era pequeña, armada con simples cubiertos.
El personaje eligió suspender sus estudios universitarios al ser reclutada por Dirk Anger de H.A.T.E. para luchar contra Armas inusuales de destrucción masiva (UWMD), junto a Monica Rambeau, Tabitha Smith, Aaron Stack y El Capitán. Poco después de este reclutamiento, Elsa y sus compañeros de equipo encontraron que H.A.T.E. sería financiado por Beyond Corporation ©, que de hecho es una organización terrorista. Utilizando el Plan de Marketing robado de Beyond, el escuadrón Nextwave viajó por todo el país destruyendo UWMD ocultos que incluían a Fin Fang Foom, Seres sin Mente y Forbush Man.
Sufre abusos constantes por parte de los miembros de su equipo, como ser confrontada por Tabitha Smith sobre sus orígenes europeos y su acento (referido incluso en la canción temática de Nextwave como su característica principal), y constantemente sorprendida por Aaron Stack, atraído por su gran cofre.

### La Iniciativa
Recientemente, Elsa se unió como parte de Iron Man y la Iniciativa de los Cincuenta Estados del gobierno. Elsa ha sido identificada como una de las 142 superhéroes registradas que parecen haber firmado la Ley de Registro Superhumano y formar parte de la Iniciativa. Más tarde regresa a sus aventuras de caza de monstruos: aún con su mentalidad más atrevida, vista en sus días en Nextwave, promete solemnemente nunca tener hijos sola, ya que siente la responsabilidad de ser una Bloodstone demasiado pesada para ser forzado en otro ser vivo. En cambio, ella elige terminar su legado de una vez por todas, completando la tarea de liberar a la humanidad de los monstruos antes de morir.

### Marvel NOW!
Como parte del evento Marvel NOW!, Elsa Bloodstone se muestra como una de las maestras de la Academia Braddock (el equivalente británico de la Academia Vengadores) donde lleva a su hermano Cullen Bloodstone para asistir.
Ella se involucra con los Thunderbolts, cuando Punisher le roba sus atuendos mágicos para luchar contra su compañero de equipo Ghost Rider y nuevamente cuando el equipo necesita ayuda mágica de ella y W.A.N.D. para luchar contra Doctor Strange.
Elsa Bloodstone luego es reclutada para unirse a los Defensores sin Miedo.

### Avengers Undercover
Más tarde, Elsa aparece en las páginas de Avengers Undercover donde visita a Cullen y discute con él en el centro de detención de S.H.I.E.L.D. después de que Hazmat aparentemente matara a Arcade.

### AXIS
Durante la historia de AXIS, Elsa Bloodstone es uno de los héroes reclutados por un Doctor Doom invertido para unirse a su equipo de Vengadores. Intentan proteger a los inocentes ciudadanos de Latveria, que no tuvieron nada que ver con los últimos problemas de su monarca.

### Civil War II
Durante la historia de Civil War II, Elsa apareció en Ouray, Colorado, donde defiende a la ciudad de una infección que está convirtiendo a la población en un enjambre de insectos gigantes. Se hace amiga de Nico Minoru, que huye de la Capitana Marvel debido a una visión del futuro que predice que asesinará a una mujer inocente llamada Alice. Elsa lleva a Nico a encontrarse con su contacto, Janine, que está albergando sobrevivientes y buscando a su hija desaparecida, Alice. Capitana Marvel, Medusa, Dazzler y Singularity llegan y discuten sobre si detener o no a Nico. Finalmente se dividieron en dos equipos: uno para encontrar a Alice y el otro para proteger a los civiles. Elsa, Nico y el Capitán Marvel buscan a Alice en una mina abandonada y son atacados por un insecto gigante que infecta a Elsa. Nico descubre que el error es Alice, quien le ruega a Nico que la mate, ya que ella es la que infecta a la gente. Cuando Nico se niega, Elsa amenaza con asesinar al Capitán Marvel para obligar a Nico a cometer un asesinato para detener su transformación en un monstruo. Medusa, Singularity y una Dazzler infectada son invadidos por insectos y se reagrupan con los demás justo cuando Bloodstone infecta a Danvers. Después de que Dazzler infecta a Medusa, Minoru lanza un hechizo para transformar a Alice en un humano, pero no cura al resto de la población. Alice explica que debe ser asesinada y Minoru de mala gana lanza un hechizo de muerte sobre Alice que transforma a los infectados en humanos. Alice vuelve a aparecer en su forma final y le dice a A-Force que ya no es una amenaza ya que ahora tiene un mayor control de sus poderes.

### Monsters Unleashed
Durante la historia de Monsters Unleashed, Elsa es vista en Perú y encuentra una profecía que habla del Rey Monstruo que todos los monstruos temen. Luego descubre que un niño llamado Kei Kawade es de alguna manera responsable de la invasión y lo visita. Elsa luego lleva a Kei a los Inhumanos para examinar sus habilidades. Cuando llega otra ola de monstruos, Elsa y otros héroes protegen a Kei de los monstruos que atacan el Triskelion, una base de S.H.I.E.L.D. frente a las costas de la ciudad de Nueva York.

## Poderes, habilidades y equipamiento
Elsa ha exhibido fuerza sobrehumana, velocidad, durabilidad y resistencia, y un factor de curación regenerativa. Parece poseer todas las habilidades que su padre alguna vez tuvo. Además, ella ha demostrado inmunidad a las mordeduras de vampiros (su sangre matará a un vampiro si se consume y el fragmento de Bloodgem original en sí mismo es anatema para los vampiros).
En la serie Bloodstone, Elsa afirmó que había heredado al menos parte del poder de Bloodgem genéticamente, pero también se ha demostrado que sus poderes de fuerza e invulnerabilidad le fueron conferidos por el fragmento de Bloodgem que usa en una gargantilla, aunque lo hace. no parece estar usándolo en los flashbacks de Nextwave # 8 en sus sesiones de entrenamiento de la infancia. También ha sido retratada como una tiradora experta.
En A-Force # 8-10, Elsa dispara explosiones de energía de su mano derecha, y afirma que su padre arrancó su mano original y la reemplazó por una aparentemente mágica. Este poder nunca se utilizó anteriormente y no se ha utilizado desde entonces. No se ha ofrecido ninguna explicación hasta la fecha.
Se ha demostrado que usa una Gema de sangre extraíble en una gargantilla, así como varios artefactos reunidos por su padre. Estos incluyen una lámpara que contenía un genio a quien Ulysses había esclavizado años atrás. Esto sirve como un sistema de alerta temprana, iluminando en tiempos de crisis sobrenatural y transportándolo a dicha crisis. En Nextwave, lleva una funda de guitarra con una cubierta falsa, que contiene dos Uzis y un rifle.

## Otras versiones

### Battleworld
Elsa es la comandante de los soldados con superpoderes que manejan un muro que mantiene a los zombis lejos de la civilización. Un accidente de teletransportación deja a Elsa lejos de la seguridad, perseguida por zombis y con un extraño niño humano a su cuidado.

### Iron Man: Viva Las Vegas
En una expedición arqueológica, Elsa y su equipo encuentran la estatua de piedra de Fin Fang Foom. Ella vende esta estatua a Tony Stark para la apertura de su nuevo casino solo para que la estatua libere al dragón de su tumba de piedra.

### Marvel Zombies
Elsa Bloodstone junto con los otros miembros de Nextwave aparecen "en un cameo puramente superfluo" en el tercer número de Marvel Zombies Vs. Army of the Darkness para salvar a Ash de un Power Pack zombificado, antes de ser "Despachada despiadadamente en el panel formas más humillantes y degradantes imaginables" momentos después.

## En otros medios

### Televisión
- Se estaba desarrollando una adaptación televisiva de acción en vivo de Elsa Bloodstone para Marvel Television. Después de que la compañía se uniera a Marvel Studios, la serie se estancó antes de que finalmente fuera cancelada.[47]
- Elsa Bloodstone llega al especial de televisión para Werewolf by Night (2022) del Universo cinematográfico de Marvel, interpretada por Laura Donnelly.[48]

### Videojuegos
- Elsa Bloodstone es un personaje jugable en Marvel Future Fight.[49]
- Elsa Bloodstone era un personaje jugable en Marvel: Avengers Alliance.[50]
- Elsa Bloodstone es un personaje jugable en Marvel Avengers Academy, con la voz de Jeni Dean.[51]
- Elsa Bloodstone es un personaje jugable en Marvel Ultimate Alliance 3: The Black Order, con la voz de Kari Wahlgren.[52]
- Elsa Bloodstone se puede jugar en Marvel: Contest of Champions.[53]
- Elsa es un personaje jugable en Marvel Strike Force.[54]